# Microgramma heterophylla
Microgramma heterophylla es una especie de helechos perteneciente a la familia  Polypodiaceae.  Es originaria de Cuba.

## Descripción
Tiene un rizoma ampliamente rastrero, densamente escamoso; escamas linear atenuadas, de 5-7 mm de longitud, de bronceadas a pardo rojizas, denticuladas, peltadamente unidas un poco más arriba de su base. Hojas distantes entre sí, extremadamente variables, glabras. Pecíolos desde casi ausentes hasta 15 mm de longitud. Lámina oval o elíptica de 1-3 cm de longitud, o linear hasta lanceoladas, hasta 3-12 cm de longitud. Lámina fértil mucho más estrecha que la estéril y más uniforme hasta 16 cm de longitud. Soros mediales en el extremo de una vena libre incluida en una areola. Paráfisis pardas y pocas en los soros redondeados y exindusiados.

## Taxonomía
Microgramma heterophylla fue descrita por (L.) Wherry y publicado en American Fern Journal 54(3): 145. 1964.
Sinonimia
- Craspedaria heterophylla (L.) Diddell
- Microsorum heterophyllum (L.) Hawkes
- Polypodium heterophyllum L.[3]